# Achiras
Achiras (auch: Achira) ist eine Ortschaft im Departamento Santa Cruz im südamerikanischen Anden-Staat Bolivien.

## Lage im Nahraum
Achiras ist zweitgrößte Ortschaft des Kanton Samaipata im Municipio Samaipata in der Provinz Florida. Die Ortschaft liegt im östlichen Andengebirge auf einer Höhe von 1351 m in den Ausläufern der Cordillera Oriental, am Oberlauf des Río Achira, der über den Río Laja weiter zum Río Piraí hin fließt und so direkt mit dem Amazonasbecken verbunden ist.

## Geographie
Achiras liegt im Übergangsbereich zwischen der Anden-Gebirgskette der Cordillera Oriental im Westen und dem bolivianischen Tiefland im Osten. Das Klima ist wegen der geschützten Tallage ganzjährig mild und ausgeglichen, nicht so heiß und schwül wie im nahegelegenen Tiefland.
Die mittlere Durchschnittstemperatur der Region liegt bei 18 °C (siehe Klimadiagramm Samaipata) und schwankt nur unwesentlich zwischen 15 °C im Juni/Juli und knapp 20 °C im Dezember und Januar. Der Jahresniederschlag beträgt etwa 750 mm, bei einer nur schwach ausgeprägten Trockenzeit von Mai bis September mit Monatsniederschlägen unter 35 mm, und einer Feuchtezeit von Dezember bis Februar mit 110–120 mm Monatsniederschlag.

## Verkehrsnetz
Achiras liegt in einer Entfernung von 110 Straßenkilometern südwestlich der Departamento-Hauptstadt Santa Cruz und neun Kilometer westlich von Samaipata, dem zentralen Ort des Landkreises.
Durch Samaipata verläuft die 488 Kilometer lange asphaltierte Nationalstraße Ruta 7, welche die beiden Metropolen Santa Cruz und Cochabamba verbindet. Die Ruta 7 führt über La Guardia und La Angostura nach Achiras und dann weiter über Saimapata, Mairana und Comarapa nach Cochabamba.

## Bevölkerung
Die Einwohnerzahl der Ortschaft ist in den vergangenen beiden Jahrzehnten zurückgegangen:
| Jahr | Einwohner | Quelle       |
| ---- | --------- | ------------ |
| 1992 | -         | Volkszählung |
| 2001 | 467       | Volkszählung |
| 2013 | 286       | Volkszählung |
| 2024 |           | Volkszählung |

Die Region weist noch einen gewissen Anteil an Quechua-Bevölkerung auf, im Municipio Samaipata sprechen 15,5 Prozent der Bevölkerung die Quechua-Sprache.